# Uurto-oivi
Uurto-oivi är en kulle i Finland.   Den ligger i den ekonomiska regionen  Östra Lapplands ekonomiska region  och landskapet Lappland, i den norra delen av landet, 900 km norr om huvudstaden Helsingfors. Toppen på Uurto-oivi är 390 meter över havet, eller 61 meter över den omgivande terrängen. Bredden vid basen är 1,9 km.
Terrängen runt Uurto-oivi är huvudsakligen platt. Trakten runt Uurto-oivi är nära nog obefolkad, med mindre än två invånare per kvadratkilometer. Det finns inga samhällen i närheten. 